# Medal of Honor: Wojna na Pacyfiku
Medal of Honor: Wojna na Pacyfiku (ang. Medal of Honor: Pacific Assault) – strzelanka pierwszoosobowa, wyprodukowana i wydana w 2004 roku przez Electronic Arts na platformę Microsoft Windows. Wojna na Pacyfiku jest siódmą częścią serii Medal of Honor i drugą odsłoną (po Medal of Honor: Rising Sun), której akcja nie dzieje się w okupowanej przez Niemców Europie, lecz opowiada o działaniach wojennych na Oceanie Spokojnym.

## Fabuła
Gracz wciela się w żołnierza Korpusu Piechoty Morskiej Stanów Zjednoczonych, uczestniczącego w walkach na wyspach Pacyfiku przeciwko Cesarskiej Armii Japońskiej w czasie II wojny światowej.

### Bohaterowie
Głównym bohaterem Wojny na Pacyfiku i jej jedyną postacią grywalną jest sierżant Thomas Conlin. Przez większość czasu gry towarzyszą mu trzej koledzy z oddziału: sanitariusz James Sullivan, snajper szeregowy William Gaines i specjalista od broni ciężkiej, sierżant Frank Minoso. Oprócz nich w grze występują także postacie epizodyczne, z którymi główny protagonista ma styczność przez jedną lub kilka misji.

### Streszczenie
Gra rozpoczyna się grywalnym intrem, które przenosi gracza do wydarzeń z późniejszej części gry, desantu wojsk amerykańskich na wyspę Tarawa w listopadzie 1943 roku, gdzie po krótkiej walce główny bohater ginie od odłamków japońskiego granatu. Po tym zabiegu narracyjnym akcja gry przenosi się na początek linii fabularnej, do kwietnia 1941 roku, gdzie na obozie szkoleniowym w Kalifornii przebywa protagonista oraz jego koledzy z oddziału, którzy na ochotnika zgłosili się do Korpusu Piechoty Morskiej. Rozpoczyna się bardzo rozbudowana, dwuczęściowa misja szkoleniowa, która zapoznaje gracza z mechaniką poruszania się postacią, używania różnego rodzaju broni palnej, granatów, ładunków wybuchowych i moździerzy, medycyną pola walki, a także z dowodzeniem drużyną.
Po ukończeniu szkolenia Conlin otrzymuje stopień sierżanta i bez kolegów zostaje oddelegowany do służby w bazie Marynarki Wojennej w Pearl Harbor. Tam staje się świadkiem ataku Japończyków 7 grudnia 1941 roku. Przedostawszy się pod ostrzałem na nadbrzeże, Conlin zasiada ze celownikiem broni pokładowej łodzi PT i ostrzeliwując japońskie samoloty, dociera do uszkodzonego pancernika USS „West Virginia”. Tam uruchamia system antyprzechyłowy, ratując okręt od zatonięcia i przemieszcza się sukcesywnie w górę, po drodze przenosząc rannych marynarzy do sanitariuszy. Po dostaniu się na pokład Conlin uczestniczy w ostatecznej obronie „West Wirginii” przed japońskimi samolotami.
W kolejnej kampanii główny bohater spotyka się z kolegami z obozu szkoleniowego. W ramach jednego oddziału piechoty lądują na wyspie Makin, gdzie uczestniczą w dwudniowym rajdzie, najpierw wysadzając japońskie centrum komunikacyjne, później dokonując sabotażu na składzie ropy dla japońskiej floty, a finalnie ratując zestrzelonego amerykańskiego pilota i wycofując się pontonami na okręt podwodny.
Kolejna, najdłuższa kampania w grze opowiada o wielomiesięcznych walkach o wyspę Guadalcanal. Oddział dowodzony teraz przez awansowanego na starszego sierżanta Minoso przeprowadza rozpoznanie walką zajętej przez Japończyków wioski i dociera do lotniska Hendersona, obsługiwanego już przez amerykańskie lotnictwo. Ostrzelani przez japońską artylerię, bohaterowie zmuszeni są jednak do ucieczki do dżungli, w której odnajdują i niszczą nieprzyjacielskie stanowiska artyleryjskie. Następnie, tocząc ciężkie walki z Japończykami, wracają na lotnisko Hendersona i pomagają w odparciu ataków nieprzyjacielskiej piechoty i lotnictwa na ten strategiczny obiekt. W kolejnej misji lotnisko jest nadal atakowane, a Conlin i jego koledzy uczestniczą w dramatycznej, nocnej obronie, kończąc walkę na tzw. krwawej grani. Następny etap przenosi akcję do lasu tropikalnego w głębi wyspy Guadalcanal, gdzie Conlin i jego przyjaciele wraz z innymi oddziałami marines walczą z elitarnymi japońskimi jednostkami piechoty morskiej i niszczą umocnione pozycje oraz składy amunicji wojsk wroga. Po wyjściu z tego trudnego terenu pozostali przy życiu marines zbliżają się do ostatnich pozycji japońskich przy wschodnim brzegu Guadalcanalu, oczyszczają wioski zajęte przez nieprzyjaciela, niszczą jego nadbrzeżne instalacje obronne oraz silnie okopane stanowisko artylerii. Kampania na Guadalcanalu kończy się misją lotniczą, w czasie której Conlin, przydzielony do załogi samolotu SBD Dauntless jako tylny strzelec, musi objąć stery maszyny po tym, jak jego pilot zostaje ciężko raniony i wyskakuje ze spadochronem. Pilotując Dauntlessa, Conlin atakuje nieprzyjacielskie pozycje na nienazwanej wysepce i zatapia japoński pancernik oraz lotniskowiec.
Ostatnia kampania w grze zabiera gracza na wyspę Tarawa. Ponieważ Minoso został ranny w poprzedniej misji, Conlin znów obejmuje dowództwo nad oddziałem. Po oczyszczeniu drewnianego nadbrzeża, protagonista zbliża się w amfibii do zasadniczego brzegu wyspy, powtarzając z niewielkimi zmianami fragment znany graczowi z intra. Tym razem jednak Conlinowi udaje się przeżyć i oczyścić z Japończyków strefę desantu. W kolejnych misjach bohaterowie przedzierają się przez japońskie umocnienia, coraz bardziej w głębi wyspy, wysadzając działa, bunkry indywidualne i składy amunicji oraz zdobywając nieprzyjacielskie stanowiska dowodzenia. W ostatnim etapie Conlin wraz z towarzyszami broni dobijają wroga, docierając do przeciwległego brzegu wyspy, wzywają ostrzał artylerii okrętowej na silnie umocniony budynek i odpierają ostatni atak banzai.

## Rozgrywka
Twórcy gry przewidzieli zarówno działania obronne i ratunkowe w bazie amerykańskiej Marynarki Wojennej w Pearl Harbor, rajdy na tyłach wroga, jak i klasyczne działania szturmowe podczas ofensywy amerykańskiej na południowym Pacyfiku. Gracz ma do wypełnienia szereg celów, które otrzymuje zarówno na początku, jak w trakcie trwania misji. Oprócz celów głównych, których wypełnienie jest konieczne do przejścia gry, twórcy zaimplementowali także cele poboczne i ukryte (o tych drugich gracz dowiaduje się dopiero po ich wykonaniu), za których wykonanie, tak jak w poprzednich odsłonach serii, gracz otrzymuje medale i odznaczenia wojskowe, które można później obejrzeć w menu głównym. Ponadto – po raz pierwszy w serii Medal of Honor – w grze występują tzw. bohaterskie czyny, po których dokonaniu protagonista zabiera z pola walki jakąś pamiątkę (np. elementy umundurowania i wyposażenia przeciwnika), które umieszcza w specjalnej skrzynce (jej zawartość również jest dostępna w menu gry).
Nowością w serii jest także możliwość dowodzenia czteroosobowym oddziałem, któremu gracz może wydawać rozkazy bojowe, takie jak atak, ukrycie się lub odwrót. Wiąże się z tym również odmienny od poprzednich odsłon serii system otrzymywania i leczenia obrażeń. Pasek zdrowia głównego bohatera spada nie tylko bezpośrednio w momencie trafienia przez wroga, lecz – na wyższych poziomach trudności – także przez jakiś czas po nim, kiedy z otwartej rany toczy się krew. Aby zatrzymać spadek zdrowia, protagonista może sam założyć sobie podstawowy opatrunek, jednak aby zregenerować poziom życia, musi albo posłużyć się tradycyjnymi apteczkami (których w przeciwieństwie do poprzednich gier z serii twórcy rozmieścili na mapach niewiele), albo wezwać na pomoc jednego z członków oddziału, sanitariusza. Nawet, jeśli pasek zdrowia protagonisty spadnie do zera, nie ginie on od razu, lecz pada zraniony na ziemię, gdzie jeszcze przez moment ma czas dotrzeć do niego medyk; jeśli jednak ten nie zdąży, bohater umrze z wykrwawienia, słysząc w ostatniej chwili życia wspomnienia z minionych bitew, lub zostanie dobity przez japońskich żołnierzy.

### Broń
Wojna na Pacyfiku wprowadziła wiele nowych rodzajów uzbrojenia, nie tylko przeciwnika, z racji tego, że w grze pojawiają się wojska japońskie, ale też dodano nowe lub zmodyfikowane bronie produkcji amerykańskiej. Nowościami w uzbrojeniu macierzystym są np. rewolwer Smith & Wesson M1917, pistolet maszynowy Reising, karabin maszynowy Johnson M1941 (występujący tylko w jednym miejscu w grze), karabin Springfield M1903 w wersji tradycyjnej, z celownikiem ramkowym, czy pistolet maszynowy Thompson z magazynkiem bębnowym na 50 naboi. Strona japońska wnosi do gry natomiast takie bronie, jak karabin Arisaka Typ 38, pistolet Nambu Typ 14, pistolet maszynowy Typ 100, czy karabin maszynowy Typ 92.

## Odbiór
Gra spotkała się z pozytywnym odbiorem krytyków, choć wytknęli jej oni kilka wad. Adam Biessener z serwisu Game Informer napisał, że po słabym Rising Sun dzięki Wojnie na Pacyfiku „seria Medal of Honor odzyskała swoją rolę jako najbardziej intensywny, wojenny FPS”. Wyznał też, że żadna inna gra wojenna nie wywołała w nim takich emocji, gdyż dzięki wprowadzeniu fabuły i bohaterów z zarysowanymi osobowościami naprawdę przejmował się ich losem, zwłaszcza w takich momentach, jak zranienie kompana. Biessener chwalił też efekty graficzne, takie jak zróżnicowanie pór dnia i rozmycie ekranu przy przeładowaniu broni; jednocześnie wytknął grze niedopracowane AI. Z kolei recenzent portalu GamePro stwierdził, że dzięki fabule Wojna na Pacyfiku ma „oryginalną, kinową historię”, której „charakter przypomina Spielberga”. Oprawę audiowizualną gry nazwał „estetycznym arcydziełem”. Natomiast Greg Kasavin z portalu GameSpot pochwalił Wojnę na Pacyfiku za obecność wyrazistej fabuły oraz bardziej realistyczny niż w poprzednich odsłonach serii system leczenia obrażeń (choć zauważył też niedoróbki w zachowaniu sanitariusza). Na plus zaliczył także to, że gra punktuje gracza za stosowanie taktyki na polu walki oraz duże zróżnicowanie poziomów trudności, które zachęca do ponownego przejścia gry. Pozytywnie ocenił grafikę, zwłaszcza efekty pogodowe, a także udźwiękowienie. Sal Accardo z GameSpy docenił kampanię w Pearl Harbor za ciekawe i oryginalne zadania, wyrażając opinię, że te momenty w grze są „warte porównania z najlepszymi misjami w Allied Assault czy Call of Duty”. Zauważył, że rozgrywka jest wolniejsza, a poziom trudności wyższy niż w większości strzelanek rozgrywających się w okresie II wojny światowej. Skrytykował skryptowanie wrogów tuż przed graczem, ale pochwalił dodanie możliwości dowodzenia oddziałem. Pozytywnie ocenił tryb wieloosobowy, grafikę, aktywne menu, wartość historyczną produktu oraz muzykę. Wszyscy recenzenci zwrócili uwagę na zbyt długi czas ładowania misji.